# Zdzisław Niedbała
Zdzisław Niedbała (ur. 1943) – polski prawnik, profesor zwyczajny nauk prawnych, specjalista w zakresie prawa pracy, prawa socjalnego oraz prawa spółdzielczego.
Uczęszczał do I LO im. Józefa Wybickiego w Kościerzynie. Przez całe zawodowe życie związany z Wydziałem Prawa i Administracji UAM, gdzie pracuje jako profesor zwyczajny w Katedrze Prawa Pracy i Prawa Socjalnego (wieloletni kierownik tej katedry). Tytuł naukowy profesora nauk prawnych został mu nadany w 1992 roku. Promotor 7 prac doktorskich. 

## Wybrane publikacje
- Dyrektor przedsiębiorstwa państwowego. Stanowisko prawne w świetle zasady jednoosobowego kierownictwa, wyd. 1974
- Udział organów załogi w zarządzaniu wielkimi organizacjami gospodarczymi w PRL, wyd. 1977
- Przekształcenia organizacyjne i własnościowe w spółdzielniach w świetle nowych ustaw, wyd. 1991, ISBN 83950099449
- Komentarz do znowelizowanego prawa spółdzielczego, wyd. 1994, ISBN 83-86080-60-4
- Zakładowe układy zbiorowe pracy. Komentarz, wyd. 1995, ISBN 83-86080-95-7
- Prawo pracy (red.), wyd. 2007 i kolejne, ISBN 978-83-7334-815-8
- Prawo wobec dyskryminacji w życiu społecznym, gospodarczym i politycznym (red. nauk.), wyd. 2011, ISBN 978-83-7641-514-7
- ponadto artykuły publikowane w czasopismach prawniczych, m.in. w "Ruchu Prawniczym, Ekonomicznym i Socjologicznym" i "Rejencie"